# Аксуский район
Аксуский район (каз. Ақсу ауданы) — административная единица на северо-востоке Жетысуской области Казахстана. Административный центр — село Жансугуров.

## География
Район расположен в северо-восточной части Жетысуской области. Северную часть района омывает озеро Балхаш; на востоке район граничит с Саркандским районом; на юго-востоке и юге — с Китайской Народной Республикой; на юго-западе — с Ескельдинским районом; на западе — с Каратальским районом.
В юго-восточной части района простираются отроги Джунгарского Алатау — Коныртау, Кайракколь, Желдикарагай; на севере, северо-востоке и западе — песчаные массивы Торантыкум, Кемеркум, Сымбаткум, Кушикжал и Жалкум.
Через территорию района протекают 2 большие и 5 малых рек. Самая крупная из них — река Аксу — протяжённостью 305 км, берёт своё начало со склонов Джунгарского Алатау. Её притоки — реки Биен, Бурган, Сарыкан, Карасу, Капал, Кызылагаш.
Климатические условия района довольно суровые, характерны повышенная континентальность и засушливость. Средние температуры января −10—15°С, июля 20—23 °C. Среднегодовое количество осадков на равнинах 150—250 мм, в горных частях — 400—600 мм. Находится в зоне полупустынь. Основные тины почв — серозёмы; у подножий гор и в межгорных долинах — каштановые. На равнине большие массивы солончаков и солонцов.
Растительность полупустынная. Обитают волк, лисица, заяц, кабан, барсук и другие.
На территории района частично находится заказник «Лепсы» площадью 33 тыс. га.

## История
Район был образован в 1928 году как Биен-Аксуский район в составе Алма-Атинского округа Казахской АССР. 17 декабря 1930 года переименован в Аксуский район с одновременным переходом (в связи с упразднением округов) в республиканское подчинение. С 10 марта 1932 года — в составе новообразованной Алма-Атинской области. Административным центром района сначала было селение Аксу. Позже административный центр был перенесён в Джансугуров. 16 февраля 1960 года к Аксускому району была присоединена часть территории упразднённого Бурлю-Тобинского района.
В 1944—1959 и в 1967—1997 годах — в составе Талды-Курганской области. В мае 1997 года Аксускому району была передана территория упразднённого Капальского района.

## Население
Национальный состав (на начало 2019 года):
- казахи — 37 983 чел. (95,74 %)
- русские — 1212 чел. (3,05 %)
- татары — 169 чел. (0,43 %)
- чеченцы — 64 чел. (0,16 %)
- уйгуры — 51 чел. (0,13 %)
- немцы — 42 чел. (0,11 %)
- другие — 161 чел. (0,41 %)
- Всего — 39 675 чел. (100,00 %)

## Административное деление
1. Аксуский сельский округ
2. Арасанский сельский округ
3. Егинсуский сельский округ
4. Есебулатовский сельский округ
5. Жаналыкский сельский округ
6. Жансугуровский сельский округ
7. Кошкентальский сельский округ
8. Капальский сельский округ
9. Каракозский сельский округ
10. Карасуский сельский округ
11. Карашиликский сельский округ
12. Матайский сельский округ
13. Молалинский сельский округ
14. Кызылагашский сельский округ
15. Сельский округ Барлыбека Сырттанова
16. Ойтоганский сельский округ
17. Суыксайский сельский округ

## Экономика

### Полезные ископаемые
Имеются такие полезные ископаемые, как Ильдерсайские месторождения баритовых глин, Арасанское месторождение гранита и мрамора.

### Сельское хозяйство
Развито богарное и поливное земледелие. Возделываются зерновые культуры, картофель, сахарная свекла.
Развито овцеводство и мясо-молочное животноводство.
Земледелие района развивается в двух агроклиматических зонах: горно-степной и предгорной пустынно-степной. Пахотные угодья горно-степной зоны используется в богарном, в меньшей степени поливным земледелием. Здесь преимущественно возделываются зерновые культуры.
Размеры посевных площадей сельскохозяйственных культур за 2009 год: Зерновые занимают — 28 700 га, в том числе озимые пшеницы — 15 000 га, яровые пшеницы — 2300 га, яровой ячмень — 11400 га, сахарная свекла — 3300 га, в том числе подсолнечник — 4200 га, сафлор — 1000 га, соя — 3000 га, картофель-1600 га.
Производство важнейших видов сельскохозяйственных продукции составляют зерновые культуры — 552270,3 тонн, в том числе озимая пшеница — 27300 тонн, яровая пшеница — 3340 тонн, яровой ячмень — 21090 тонн, масличные культуры — 10128 тонн, в том числе подсолнечник — 4921 тонн, сафлор — 3030 тонн, соя — 2177 тонн; сахарная свекла — 60000 тонн; картофель — 23200 тонн; мясо — 9550 тонн; молоко — 26600 тонн; шерсть — 493 тонн; овощи, бахчи и плоды — 9391 тонн.

### Промышленность
Для переработки сельскохозяйственной продукции в районе действуют — 19 мельницы, 10 — маслобоек, 7 — пекарни, 2 — макаронных цеха, сахарный завод и Капальский маслосырзавод. Одним из крупнейших предприятий промышленности является Аксуский сахарный завод мощностью 3000 тонн сахарной свеклы в сутки. Кроме выпуска сахара есть колбасный цех, цеха по выпуску кукурузной палочки и цукатов.

### Инфраструктура
В районе находятся железнодорожные станции Матай, Молалы, Алажиде. По территории проходит автомобильная дорога государственного значения Алма-Ата — Усть-Каменогорск.

## Культура и образование
В районе функционируют 41 общеобразовательных школ, 26-средних, 9-основных и 6-начальных; 2 профессионально-технические школы, ориентированные на подготовку специалистов сельскохозяйственного направления.
Имеется ДЮСШ, в 7 секциях (казакша курес, дзюдо, бокс, вольная борьба, баскетбол, волейбол, футбол). Выпускник ДЮСШ Асхат Житкеев был участником олимпиады в Сиднее, а также стал обладателем бронзовой награды чемпионата мира проходивший в Мюнхене.